# Riccardo Pampuri
São Riccardo Pampuri (2 de agosto de 1897 — 1 de maio de 1930) - nascido Erminio Filippo Pampuri era um médico italiano veterano da Primeira Guerra Mundial que também era membro professo dos Hospitalários de São João de Deus. Pampuri trabalhou como médico de campo no campo de batalha durante a Grande Guerra e foi dispensado em 1920, quando pôde retomar seus estudos e logo iniciar sua própria prática como médico, onde atendia aos pobres gratuitamente. Tornou-se membro da Ordem Terceira de São Francisco como "Antonio" ao fundar a Banda de Pio X que se dedicava ao atendimento médico dos pobres. Mas Pampuri mais tarde se tornou um religioso professo, pois o chamado era grande demais para ser ignorado; ele gerenciou uma clínica odontológica gratuita em Brescia para sua ordem.
A causa de canonização de Pampuri foi aberta em Milão em 1970 e ele foi intitulado Servo de Deus, enquanto o Papa Paulo VI o intitulou Venerável em 12 de junho de 1978, depois de confirmar que ele viveu uma vida modelo de virtudes heroicas. O Papa João Paulo II beatificou Pampuri em 4 de outubro de 1981 e posteriormente canonizou-o no final dessa década em 1 de novembro de 1989.

## Vida

### Infância e educação
Erminio Filippo Pampuri nasceu em 2 de agosto de 1897 em Trivolzio como o décimo dos onze filhos de Innocenzo Pampuri e Angela Campari (1856-1900) e foi batizado em 3 de agosto. Sua mãe morreu em 1900 e ele foi levado para a casa de Giovanni e Maria Campari que eram seus tios maternos e sua tia em Torrino, que era um vilarejo próximo ao seu. Mais tarde, em 1907, seu pai morreu em um acidente de trânsito em Milão e ele permaneceu sob os cuidados de sua tia materna e dos avós maternos. Sua irmã Maria tornou-se freira (com o novo nome de "Longina") e morreu no Cairo em 1977.
Em sua infância, ele não queria nada mais do que ser Padre nas missões, mas foi dissuadido disso por causa de sua saúde delicada. Mas seu tio médico, Carlo, o inspirou a aprender medicina e ele logo decidiu se tornar um médico. Ele frequentou duas escolas quando criança em vilas próximas à sua e depois foi para Milão, onde cursou o segundo grau. Concluiu os estudos secundários como interno no Augustine's College em Pavia onde - após a formatura - se matriculou no departamento médico do colégio de Pavia. Enquanto estudava lá, foi membro ativo do Clube Severino Boezio da Ação Católica do colégio. Ele também pertenceu à Società San Vincenzo de 'Paoli e à Ordem Terceira de São Francisco, à qual ingressou como secular em 20 de março de 1921 em nome de "Antonio" no convento franciscano de Canepanova em Pavia.
Entre 1º de abril de 1917 e 1920, ele esteve na zona de combate na Primeira Guerra Mundial, onde trabalhou nos hospitais de campanha. Ele serviu primeiro como sargento e mais tarde foi treinado como oficial do corpo médico. Ele retomou seus estudos em 1920, após receber alta naquele abril. Em 6 de julho de 1921, ele se formou como o primeiro da classe em estudos cirúrgicos e médicos. De 1921 a 1924 ele passou um tempo fazendo experiência prática com seu tio médico e depois disso, por um breve período, serviu por um breve período como assistente na prática médica em Vernate antes de ser nomeado para a prática de Morimondo em Milão. Em 1922 ele passou seu estágio com honras no Milano Instituto di Ostetricia e Ginecologia.
Em 1923 foi matriculado no colégio de Pavia como clínico geral de medicina. Mais tarde, chegou a Morimondo para exercer a medicina, onde prestou valiosa assistência ao pároco e ajudou-o a fundar uma banda musical e um Clube de Jovens da Ação Católica, de que foi o primeiro presidente. Pampuri logo deixaria sua prática para se tornar religioso depois de ver que seu chamado para a vida religiosa era grande demais para ser ignorado.

### Vida religiosa
Pampuri juntou-se aos Hospitalários de São João de Deus em Milão no dia 22 de junho de 1927 para seguir de perto a santidade evangélica e, ao mesmo tempo, poder continuar a sua profissão médica para aliviar o sofrimento dos seus semelhantes. Ele esperava se tornar um jesuíta, mas o repensou e decidiu não fazê-lo. Entrou no noviciado de Brescia e nessa época recebeu o hábito religioso da ordem e o nome religioso de "Riccardo". Depois de ter concluído o período de estágio probatório, ele emitiu os votos religiosos em 24 de outubro de 1928. Ele foi então nomeado diretor da clínica odontológica gratuita ligada ao hospital da ordem em Brescia.

### Doença e morte
Pampuri sofreu um novo surto de pleurisia que contraíra pela primeira vez durante o serviço de guerra e esta logo degenerou em bronco-pneumonia específica juntamente com tuberculose, que piorou em janeiro de 1930 a ponto de ele ter que reduzir seu trabalho; essas dificuldades foram inicialmente de tipo respiratório desde 1929. Em 18 de abril de 1930 foi levado de Brescia para Milão, onde morreu em 1 ° de maio; ele conheceu seu sobrinho Alessandro em 30 de abril para se despedir dele. Seus restos mortais estão em sua antiga igreja paroquial em sua aldeia de Trivolzio, após ter sido exumado e realocado em 16 de maio de 1951.

## Santidade
O processo de canonização foi iniciado na arquidiocese de Milão sob o cardeal bem-aventurado Ildefonso Schuster em 1º de abril de 1949 em um processo informativo que coletou documentação até o encerramento do processo em 1951. Todos os seus escritos foram investigados e considerados em conformidade com a doutrina oficial, portanto, receberam a aprovação teológica em 4 de maio de 1954, enquanto a introdução formal da causa ocorreu em 10 de julho de 1970, quando foi nomeado Servo de Deus. O cardeal Giovanni Colombo supervisionou um processo apostólico em 1971, após o qual toda a documentação coletada foi enviada à Congregação para as Causas dos Santos em Roma, que validou ambos os processos em 3 de dezembro de 1971.
Os membros da CCS e seus consultores oficiais expressaram sua aprovação à causa em 29 de novembro de 1977, enquanto os membros da CCS sozinhos se reuniram e aprovaram a causa em 21 de fevereiro de 1978, após revisar toda a documentação. Em 12 de junho de 1978, foi proclamado Venerável depois que o Papa Paulo VI confirmou que Pampuri havia levado uma vida modelo de virtudes heroicas.

Um milagre que a ciência não conseguiu explicar - uma cura - teve que ser investigado e aprovado para que Pampuri fosse beatificado. A aprovação de uma dessas curas permitiu que o Papa João Paulo II presidisse a beatificação de Pampuri em 4 de outubro de 1981. O segundo milagre necessário para a santidade plena foi investigado na Espanha em Alcadozo e dizia respeito à cura do menino Manuel Cifuentes Rodenas (nascido em 1971) em 5 de janeiro de 1982, que teria ficado cego do olho direito devido ao contato com ramos de uma amêndoeira. Isso foi investigado em nível diocesano e a CCS validou o processo em 6 de fevereiro de 1987 com um painel médico que o aprovou em 19 de outubro de 1988. Os teólogos também aprovaram este milagre em 17 de janeiro de 1989, assim como a CCS em 11 de fevereiro de 1989. João Paulo II canonizou Pampuri como um santo da Igreja Católica Romana em 1 de novembro de 1989.